# Renault RS8
Il motore Renault RS8 è un motore endotermico a ciclo 8 usato da Benetton e Williams per competere nel Campionato di Formula 1. fu usato nella stagione 1996. Nel suo palmares vanta 1 titolo piloti, 1 titolo costruttori, 12 gran premi vinti, 21 podi per un complessivo di 175 punti per la Williams e 68 punti per la Benetton.

## Contesto
Il motore è diretto derivante del Renault RS7, suo predecessore, usato l'anno prima, il quale fu alleggerito fino a 132 chili e al quale fu incrementato anche la cilindrata, da 2992 a 2998 cc. l'alleggerimento di peso fu dovuto al fatto che a quanto sembra Judd si era posta la sfida di realizzare un motore che pesasse solamente 100 kg, per fornirlo poi a Tyrrell, ribattezzandolo Yamaha per ragioni commerciali, anche se poi era cronicamente afflitto da problemi tecnici per via del minor peso.

## Stagione
Il motore non ebbe particolari problemi durante la stagione, infatti la Williams dominò e vince 12 gare su 16, lasciando 3 delle restanti 4 alla Ferrari di Schumacher. tuttavia vi furono rotture eclatanti del motore, un esempio è dato dalla rottura dell'unità propulsiva della Williams al 40º giro del Gran Premio di Monaco, alla fine del quale la vittoria va a Olivier Panis su una modesta Ligier Mugen-Honda, o anche la rottura del motore di Berger al terzultimo giro del Gran Premio di Germania, che regala a Hill la vittoria. Proprio l'austriaco è la vittima maggiore dei ritiri: dei 6 gran premi non terminati di entrambe le scuderie per rottura del motore, 5 sono dell'austriaco.